# Voith Ági
Voith Ági (Budapest, 1944. március 17. –) Jászai Mari-díjas magyar színésznő, rendező, érdemes és kiváló művész, a József Attila Színház örökös tagja. Mészáros Ági színművésznő leánya.

## Életpályája
Az 1956-os forradalom után Svájcban, majd Olaszországban apácáknál tanult. 1962-ben érettségizett a Hámán Kató Leánygimnáziumban, majd 1966-ban végzett a Színház- és Filmművészeti Főiskolán. 1966–1984 között a József Attila Színház tagja volt, majd a Thália, illetve az Arizona Színházban játszott. 1993-tól szabadfoglalkozású, 2019–2021 között a kaposvári Csiky Gergely Színház tagja volt.
Alakításaira a humor jellemző, ezért elsősorban vígjátékokban látható, de számos zenés darabban is jelentős sikert aratott.

## Családja
Mészáros Ági Kossuth-díjas magyar színésznő lánya. Bodrogi Gyula Kossuth-díjas színművész, a nemzet színésze felesége, akitől egy fia született, Bodrogi Ádám. Noha több mint 40 éve nem élnek együtt, a mai napig hivatalosan nem váltak el. Állítólag azért nem, mert nem akarták, hogy fiuk elvált szülők gyermeke legyen. Élettársa Döme Zsolt zeneszerző.

## Színpadi szerepei
- Németh László: Nagy család… Vica
- Akik a Tv-ből kimaradtak
- Marc Camoletti: Anna csak egy van
- Jonavan Druten – Christopher Isherwood: Cabaret… Schneider kisasszony
- Brandon Thomas: Charley nénje… Donna Lucia d’Alvadorez
- Családi szilveszter, BÚÉK 2006
- Este fess a pesti nő
- Ezt is túléltük!
- Molnár Ferenc: A hattyú… Beatrix, özvegy hercegné
- Pierre Barillet–Jean-Pierre Grédy: A kaktusz virága… Stéphanie
- Gyárfás Miklós: Kényszerleszállás… az angyal
- Brecht – Weill: Koldusopera… Polly
- Karinthy Ferenc: Leánykereskedő… Turcsekné
- Maszk Gála
- Mindenki mondjon le?!
- Boris Vian: Mindenkit megnyúzunk… Anya
- Magnier: Mona Marie mosolya… Marie
- Tasnádi István: Nebántsvirág… Corinna
- Pénz áll a házhoz
- Verebes István: Remix, avagy három a nagylány… Conchita
- Michel Tremblay: Sógornők… Angeline Sauve
- Schiller: Stuart Mária… Erzsébet
- Szeretlek, Színház!
- Müller Péter: Szomorú vasárnap… Helénke
- Peter Quilter: Csalogány család… Beatrice
- Edward Albee: Mindent a kertbe!… Mrs. Toothe
- Don Goggin: Apácák… Mária Regina nővér
- Szilágyi Andor: Tóth Ilonka… Virágárus
- Bertolt Brecht: A gömbfejűek és a csúcsfejűek… Emma Cornamontis

## Filmjei

### Játékfilmek
- Az első esztendő (1966)
- Nem szoktam hazudni (1966)
- Szerencsés Dániel (1983)
- Jómodor@huú (2004)
- Az unoka (2022)

### Tévéfilmek
- Irány Mexikó! (1968)
- A régi nyár (1970)
- Házassági évforduló (1970)
- Tündér voltam Budapesten (1970)
- Lyuk az életrajzon (1973)
- Hungária Kávéház (1976-tévésorozat)
- Krétakör (1978)
- Szomorú vasárnap (1981)
- Vihar a lombikban (1980)
- Humorista a mennyországban (1982)
- Szálka, hal nélkül (1984)
- Linda (1984)
- Gálvölgyi Show (1989)
- Kártyaaffér hölgykörökben (1990)
- Patika (1995)
- Szeress most! (2005)
- Casino (2011)
- Doktor Balaton (2020–2022)[7]

## Szinkronszerepek

### Filmes szinkronszerepei[8][9]
| Cím             | A film elkészülte | Magyar változat (szinkron) | Szerep                     | A szinkronizált színész |
| --------------- | ----------------- | -------------------------- | -------------------------- | ----------------------- |
| Anna ezer napja | 1969              | 1972 (1. szinkron)         | Boleyn Anna angol királyné | Geneviève Bujold        |

### Filmsorozatbeli szinkronszerepei
| Cím                                              | A film elkészülte | Magyar változat (szinkron) | Szerep              | A szinkronizált színész |
| ------------------------------------------------ | ----------------- | -------------------------- | ------------------- | ----------------------- |
| Vízipók-csodapók: Búcsú a csigaháztól (rajzfilm) | 1976              | 1978. január 4. (bemutató) | Narancssárga hangya | –                       |

## Lemezei
- Kislány a zongoránál – Szenes Iván tollából (közreműködő, 1995)
- Legendák – A 60-as világslágerei magyarul (közreműködő, 1992–1993)

## Díjai, elismerései
- Jászai Mari-díj (1976)
- A Magyar Köztársasági Érdemrend kiskeresztje (1995)[10]
- Radnóti Miklós antirasszista díj (2003)
- A József Attila Színház örökös tagja (2011)
- Érdemes művész (2013)[11]
- Kornay-Szenes Iván díj (2017)
- Kiváló művész (2024)[12]

## Portré
- Hogy volt?! – Voith Ági 75 (2019)
- Kontúr – Voith Ági (2022)
- Főszerepben – Voith Ági (2022)